# Lancing Bay
Die Lansing Bay ist eine Bucht an der Nordwestküste von Coronation Island im Archipel der Südlichen Orkneyinseln. Sie liegt westlich des Pomona-Plateaus.
Das UK Antarctic Place-Names Committee benannte sie 2017. Namensgeber ist die SS Lancing, ein norwegisches Fabrikschiff für den Walfang, das zwischen 1925 und 1927 in den Gewässern der Südlichen Orkneyinseln operierte.